# 橙黄G
橙黄G（英語：Orange G）又称橙色G，是一种人工合成的偶氮染料，主要用于作为组织学中的染色配方。且通常以二钠盐的形式出现。外观为橙色晶体或粉末。

## 染色
在Mallory氏三色染色中，其作為對紅血球進行染色的試劑。此外，橙黄G也作为OG-6帕帕尼科拉乌染色剂来对角蛋白进行染色，同时也常被用来对花粉进行染色。

## 标记物
橙黄G也被用来作为颜色标记物来观测琼脂糖凝胶电泳的过程。二甲苯蓝和溴酚蓝也常被用于该用途。

## pH指示剂
橙黄G在中性和酸性pH条件下显鲜艳的橘黄色，而在pH大于9的条件下则显红色。

## 相关條目
- 溴酚蓝
- 二甲苯蓝
- 酸碱指示剂
- 电泳